# Суворовский сельсовет (Оренбургская область)
Суворовский сельсовет — сельское поселение в Тоцком районе Оренбургской области Российской Федерации.
Административный центр — посёлок Суворовский.

## История
Статус и границы сельского поселения установлены Законом Оренбургской области от 2 сентября 2004 года № 1424/211-III-ОЗ «О наделении муниципальных образований Оренбургской области статусом муниципального района, городского округа, городского поселения, установлении и изменении границ муниципальных образований».

## Население
| 2010  | 2012  | 2013  | 2014  | 2015  | 2016  | 2017  |
| ----- | ----- | ----- | ----- | ----- | ----- | ----- |
| 1008  | ↘982  | ↘966  | ↗1400 | ↘1357 | ↘1322 | ↘1262 |
| 2018  | 2019  | 2020  | 2021  |       |       |       |
| ↘1214 | ↘1171 | ↘1131 | ↘1101 |       |       |       |

## Состав сельского поселения
| № | Населённый пункт | Тип населённого пункта          | Население |
| - | ---------------- | ------------------------------- | --------- |
| 1 | Глубинный        | посёлок                         | 11        |
| 2 | Дальний          | посёлок                         | 0         |
| 3 | Дружный          | посёлок                         | 124       |
| 4 | Казанка          | посёлок                         | 39        |
| 5 | Кубанка          | посёлок                         | 10        |
| 6 | Логачёвка        | село                            | ↘269      |
| 7 | Мананниково      | село                            | ↘209      |
| 8 | Новые Пруды      | посёлок                         | 0         |
| 9 | Суворовский      | посёлок, административный центр | 824       |